# Doxy Records
Doxy Records is een Amerikaans platenlabel voor jazz, in 2005 opgericht door de beroemde saxofonist Sonny Rollins. Het label is vernoemd naar zijn compositie "Doxy" uit 1963.
Op het moment van oprichting was net Rollins' contract met Milestone afgelopen en hij besloot de uitgave van zijn platen in eigen hand te nemen. Op het label zijn platen van Rollins uitgekomen, alsook een plaat van trombonist Clifton Anderson, met wie hij al lang samenwerkt. De platen worden gedistribueerd door Universal Music.
Sonny Rollins:
- Sonny, Please, 2006 (Grammy-nominatie)
- Road Shows, volume 1, 2008
- In Vienna, 2008 (dvd)

Clifton Anderson:
- Decade, 2009